# Deutsche Schwimmmeisterschaften 1887
Die 5. Deutschen Meisterschaften im Schwimmen fanden am 28. und 29. August 1887 am Halensee in Grunewald statt, dem heutigen Ortsteil von Berlin. Die Langstrecke von einer englischen Meile (1609 m) wurde durch 1500 Meter ersetzt. Sieger wurde Ernst Ritter vom Berliner SV 78 mit einer Zeit von 29:36 Minuten, Zweiter wurde Georg Vité vom SC Poseidon Berlin mit einer Zeit von 33:02 Minuten. Egmont Trumpf von Triton Hamburg wurde disqualifiziert.
| Disziplin       | Name         | Verein         | Zeit      |
| --------------- | ------------ | -------------- | --------- |
| 1500 m Freistil | Ernst Ritter | Berliner SV 78 | 29:36 min |